# 萌·怪盜蕾莉絲
《萌·怪盜蕾莉絲》是日本漫畫家Tinkle所創作的漫畫作品。

## 概要
《萌·怪盜蕾莉絲》在史克威尔艾尼克斯《Gan Gan Powered》（ガンガンパワード）2005年春季號（3月24日發售）、2005年秋季號（9月24日發售）刊載讀切漫畫之後，於2006年春季號（3月24日發售）至2008年12月號（10月22日發售）連載。單行本全三冊，台灣與香港地區的中文版是由東立出版社所代理發行。在2007年冬季廣播劇CD化。

## 故事簡介
蕾莉娜·寇拉帝出生於貴族世家，有著出類拔萃的學業跟運動神經；但是她唯一的煩惱就是，她最喜歡的哥哥米歇爾讓她當作裸體模特兒作畫的事。蕾莉娜在女僕蘇菲亞的協助之下，以「怪盜蕾莉絲」的名義偷取在米歇爾在美術館展示的畫。但是在某一次事件中，在美術館埋伏的米歇爾與蕾莉絲一見鍾情了。

## 登場人物
蕾莉娜·寇拉帝
本作品的女主角，是個貴族世家的大小姐，在學業跟運動上都有著天資異稟的才能。但是她煩惱著米歇爾讓她當作裸體模特兒作畫，不希望這些裸體畫被拿去公開展示，因此當畫作完成後以「怪盜蕾莉絲」的名義偷取畫作。但是在某一次事件中米歇爾對蕾莉絲一見鍾情，演變成複雜的關係。
離開時的台詞，即義大利語「再見」之意。
米歇爾·寇拉帝
蕾莉娜的哥哥。是一名畫家，平常與蕾莉娜分開生活，只有在為蕾莉娜作畫的時候才會回到家鄉。畫自己妹妹裸體畫之理由並不明確，但是他希望人們能夠欣賞自己的作品。但是他的畫作被蕾莉絲偷走之後，在某一次事件中對蕾莉絲一見鍾情。
沙綾·寇拉帝
蕾莉娜等人的堂妹。由於母親是日本人的關係而到日本居住，為了與米歇爾相遇而回到家鄉留學，積極果斷地開始為米歇爾做任何事情，使蕾莉娜相當慌張。流行感稍微有點偏離。
蘇菲亞
寇拉帝家的女僕。是蕾莉娜的諮詢家，也是唯一知道蕾莉絲真面目的人。在暑假之後開始在意米歇爾。
庫提爾斯
寇拉帝家祖先世世代代飼養的小型翼龍。
露安·艾薇雷特
米歇爾真正的妹妹，很喜歡米歇爾，不惜假扮蕾莉絲以接近米歇爾。
阿爾特王子
巴卡沙王國的王子，為了實踐正義而追緝蕾莉絲。

阿爾特王子的隨從。
艾蕾諾雅
教會的神祕女孩，繼承父業專偷米歇爾畫作，是蕾莉絲的勁敵。

## 單行本
- 第一冊 ISBN 978-4-7575-1829-2（日語）ISBN 978-986-10-2949-8（中文）
- 第二冊 ISBN 978-4-7575-2136-0（日語）ISBN 978-986-10-2950-4（中文）
- 第三冊 ISBN 978-4-7575-2492-7（日語）ISBN 978-986-10-3365-5（中文）

## 廣播劇CD
由Marine ENTERTAINMENT發行，於2007年12月29日發售。

### 配音員
- 蕾莉娜（蕾莉絲）：堀江由衣
- 蘇菲亞：吉田真弓
- 沙綾：明坂聰美
- 米歇爾：浪川大輔

## 外部連結
- Piece Gardien （新） （页面存档备份，存于）（原作者的網站）（日語）
- Piece Gardien （舊） （页面存档备份，存于） （日語）
- Gan Gan Powered （页面存档备份，存于） （日語）